# Lepidotrigla lepidojugulata
Lepidotrigla lepidojugulata är en fiskart som beskrevs av Li, 1981. Lepidotrigla lepidojugulata ingår i släktet Lepidotrigla och familjen knotfiskar. Inga underarter finns listade i Catalogue of Life.